# Banco comercial
Banco comercial é um tipo de instituição financeira  que presta serviços tais como captação  de depósitos à vista (oferecendo a seus clientes, em contrapartida,  contas de depósito), concessão de empréstimos  a pessoas físicas (atuando como banco de varejo) e jurídicas (especialmente, no caso das empresas, para financiamento do capital de giro) e investimentos básicos tais como depósitos de poupança, sendo esta instituição nascida durante o Renascimento 
O Banco Central do Brasil define os bancos comerciais como  "instituições financeiras privadas ou públicas que têm como objetivo principal proporcionar suprimento de recursos necessários para financiar, a curto e a médio prazos, o comércio, a indústria, as empresas prestadoras de serviços, as pessoas físicas e terceiros em geral. A captação de depósitos à vista, livremente movimentáveis, é atividade típica do banco comercial, o qual pode também captar depósitos a prazo. Deve ser constituído sob a forma de sociedade anônima e na sua denominação social deve constar a expressão "Banco".
Em alguns países, a legislação proíbe que bancos de investimento atuem também como bancos comerciais. Foi o caso  dos Estados Unidos, durante a Grande Depressão que se seguiu ao crash da Bolsa de Valores de Nova York em 1929. Em 1933, o Senado americano sancionou a Lei Glass–Steagall, que exigia que os bancos comerciais só realizassem atividades bancárias (depósitos e empréstimos e outros serviços a juros), enquanto que os bancos de investimento foram limitados a atividades no mercado de capitais. Esta separação acabou  em 1999, durante a administração de Bill Clinton, com a Lei Gramm-Leach-Bliley (Gramm-Leach-Bliley Act Financial Services Modernization Act).
Em geral, os bancos comerciais realizam as seguintes atividades:
- processamento de pagamentos e transferências de crédito
- emissão de cheques de correntistas, cheques interbancários e cheques administrativos
- captação de depósitos à vista
- empréstimos
- fornecimento de documentos tais como cartas de crédito, garantias, cauções e subscrição de títulos
- guarda de documentos e valores em cofres